# Andrion regensteinense

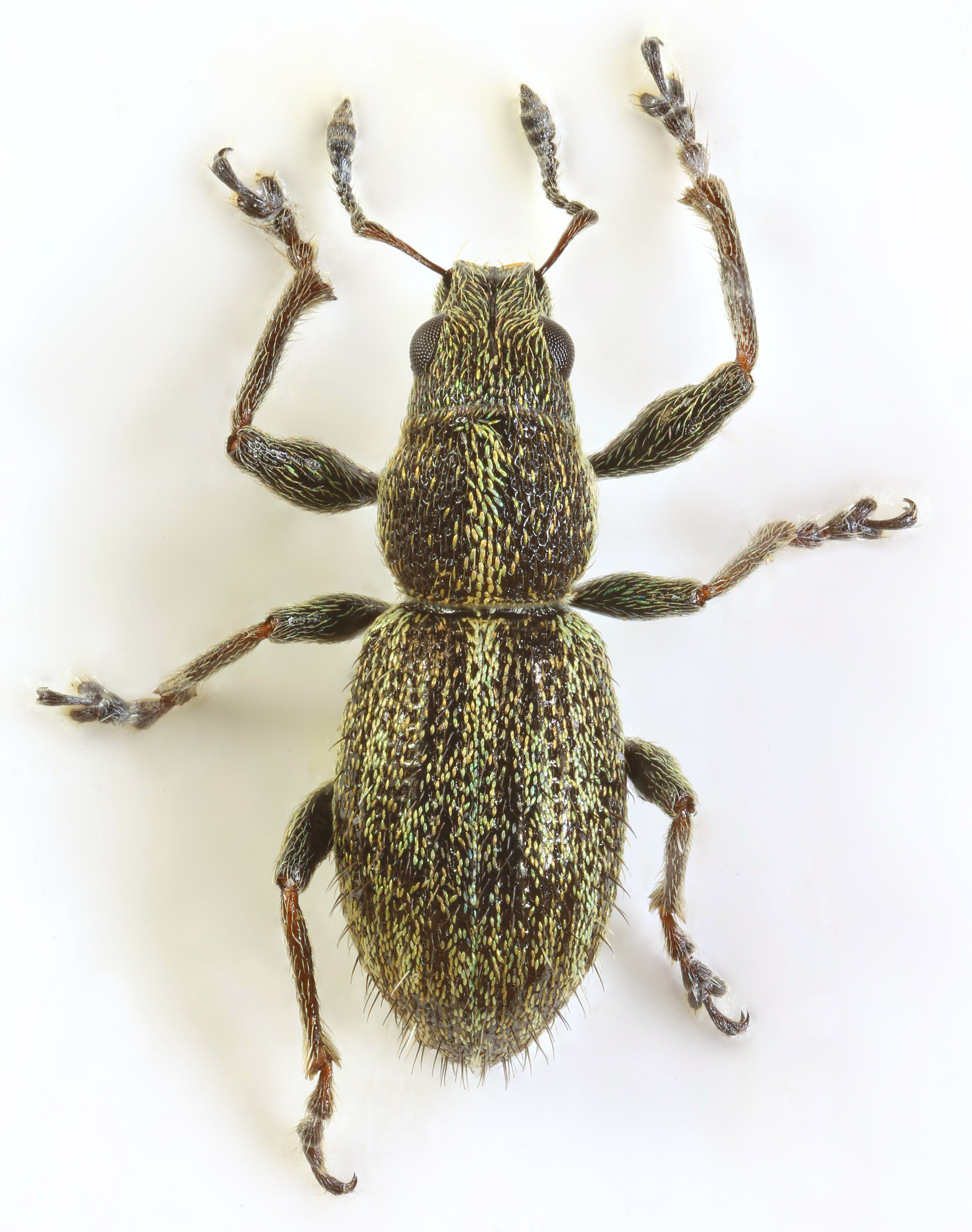
Dorsalansicht

Andrion regensteinense ist ein Käfer aus der Familie der Rüsselkäfer (Curculionidae).

## Merkmale
Die länglich-ovalen Käfer haben eine Länge von 3–6,5 mm. Sie besitzen eine bräunliche Grundfärbung. Der Halsschild ist an den Seiten stark gerundet, was ihn von den ähnlichen Arten der Gattung Sitona unterscheidet. Außerdem ist er in Längsrichtung stark gewölbt und dicht punktiert. Die Flügeldecken der Käfer weisen abstehende Borsten auf. Gewöhnlich verläuft ein blasser Längsstreifen mittig über Halsschild und Flügeldecken. Die Vorderbeine, insbesondere bei den Männchen, sind verlängert.

## Verbreitung
Die Art ist im westlichen Europa weit verbreitet und häufig. Das Vorkommen reicht im Norden bis in das südliche Skandinavien, im Süden bis nach Nordwestafrika (Marokko und Algerien), im Osten bis in das westliche Russland. Auf den Britischen Inseln ist die Art ebenfalls vertreten und weit verbreitet. Auf der Balkanhalbinsel kommt die Art offenbar nicht vor.

## Lebensweise
Die Käfer beobachtet man fast das ganze Jahr über, insbesondere in den Monaten März und April. Die Larven ernähren sich ektophag von den Wurzeln und Wurzelknollen ihrer Wirtspflanzen, das heißt, sie leben im Gegensatz zu vielen anderen Käferlarven außerhalb der Wurzeln. Zu den Wirtspflanzen zählen die Geißklee-Arten Cytisus balansae, Cytisus multiflorus und Besenginster (Cytisus scoparius), die Ginster-Art Genista cinerascens, der Gemeine Goldregen (Laburnum anagyroides) sowie die Stechginster-Arten Ulex europaeus, Ulex minor und Ulex parviflorus. Die Verpuppung findet im Boden statt. Die Imagines der neuen Generation erscheinen im Spätsommer und Herbst und überwintern im Boden.

## Taxonomie
Die ursprüngliche Bezeichnung der Käferart war Curculio regensteinensis Herbst, 1794. Im Jahr 2007 führte Velázquez de Castro die Gattung Andrion ein und ordnete dieser die bis dahin als Sitona regensteinensis (Herbst, 1794) bekannte Art zu. Sie ist die einzige Art der Gattung Andrion.